# Epeolus
Genre
Synonymes
- Argyroselenis Robertson, 1903[2]
- sous-genre Epeolus (Diepeolus) Gribodo, 1894[2]
- sous-genre Epeolus (Monoepeolus) Bischoff, 1930[2]
- Oxybiastes Mavromoustakis, 1954[2]
- Pyrrhomelecta Ashmead, 1899[2]
- Trophocleptria Holmberg, 1886[2]

Epeolus est un genre d'abeilles de la famille des Apidae

## Liste des espèces
Selon ITIS (11 mai 2019) :
- Epeolus ainsliei Crawford, 1932
- Epeolus alatus Friese, 1922
- Epeolus alpinus Friese, 1893
- Epeolus amabilis Gerstäcker, 1869
- Epeolus americanus (Cresson, 1878)
- Epeolus anticus (Walker, 1871)
- Epeolus arciferus Cockerell, 1924
- Epeolus asperatus Cockerell, 1909
- Epeolus asperrima (Moure, 1954)
- Epeolus assamensis Meade-Waldo, 1913
- Epeolus aureovestitus Dours, 1873
- Epeolus australis Mitchell, 1962
- Epeolus autumnalis Robertson, 1902
- Epeolus banksi (Cockerell, 1907)
- Epeolus barberiellus Cockerell, 1907
- Epeolus beulahensis Cockerell, 1904
- Epeolus bifasciatus Cresson, 1864
- Epeolus bischoffi (Mavromoustakis, 1954)
- Epeolus boliviensis Friese, 1908
- Epeolus caffer (Lepeletier, 1841)
- Epeolus canadensis Mitchell, 1962
- Epeolus carioca (Moure, 1954)
- Epeolus carolinus Mitchell, 1962
- Epeolus cestus Eardley, 1991
- Epeolus collaris Pérez, 1895
- Epeolus compactus Cresson, 1878
- Epeolus compar Alfken, 1937
- Epeolus coreanus Yasumatsu, 1933
- Epeolus cruciger (Panzer, 1799)
- Epeolus crucis Cockerell, 1904
- Epeolus diodontus Cockerell, 1934
- Epeolus erigeronis Mitchell, 1962
- Epeolus fallax Morawitz, 1872
- Epeolus fasciatus Friese, 1895
- Epeolus fervidus Smith, 1879
- Epeolus flavociliatus Friese, 1899
- Epeolus flavofasciatus Smith, 1879
- Epeolus floridensis Mitchell, 1962
- Epeolus friesei Brauns, 1903
- Epeolus fulviventris Bischoff, 1923
- Epeolus fulvopilosus Cameron, 1902
- Epeolus fumipennis Say, 1837
- Epeolus gabrielis Cockerell, 1909
- Epeolus gianellii Gribodo, 1894
- Epeolus glabratus Cresson, 1878
- Epeolus hitei Cockerell, 1908
- Epeolus howardi Mitchell, 1962
- Epeolus humillimus Cockerell, 1918
- Epeolus ilicis Mitchell, 1962
- Epeolus intermedius Pérez, 1884
- Epeolus interruptus Robertson, 1900
- Epeolus ishikawai Tadauchi & Schwarz, 1999
- Epeolus japonicus Bischoff, 1930
- Epeolus julliani Pérez, 1884
- Epeolus kristenseni Friese, 1915
- Epeolus lanhami Mitchell, 1962
- Epeolus lectoides Robertson, 1901
- Epeolus lectus Cresson, 1878
- Epeolus lutzi Cockerell, 1921
- Epeolus melectiformis Yasumatsu, 1938
- Epeolus melectimimus Cockerell & Sandhouse, 1924
- Epeolus mesillae (Cockerell, 1895)
- Epeolus minimus (Robertson, 1902)
- Epeolus minutus Radoszkowski, 1888
- Epeolus montanus (Cresson, 1878)
- Epeolus natalensis Smith, 1879
- Epeolus nigra (Michener, 1954)
- Epeolus novomexicanus Cockerell, 1912
- Epeolus odontothorax (Michener, 1954)
- Epeolus olympiellus Cockerell, 1904
- Epeolus peregrinus Cockerell, 1911
- Epeolus pictus Nylander, 1848
- Epeolus pilatei Cockerell, 1924
- Epeolus productulus Bischoff, 1930
- Epeolus productus Bischoff, 1930
- Epeolus pubescens Cockerell, 1937
- Epeolus pulchellus Cresson, 1865
- Epeolus pusillus Cresson, 1864
- Epeolus pygmaeorum Cockerell, 1932
- Epeolus rubrostictus Cockerell & Sandhouse, 1924
- Epeolus rufomaculatus Cockerell & Sandhouse, 1924
- Epeolus rufothoracicus Bischoff, 1923
- Epeolus rufulus Cockerell, 1941
- Epeolus rugosus Cockerell, 1949
- Epeolus schraderi (Michener, 1954)
- Epeolus schummeli Schilling, 1849
- Epeolus scutellaris Say, 1824
- Epeolus siculus Giordani Soika, 1944
- Epeolus sigillatus Alfken, 1930
- Epeolus tarsalis Morawitz, 1874
- Epeolus tibetanus Meade-Waldo, 1913
- Epeolus transitorius Eversmann, 1852
- Epeolus tristicolor Viereck, 1905
- Epeolus tsushimensis Cockerell, 1926
- Epeolus variegatus (Linnaeus, 1758)
- Epeolus variolosus (Holmberg, 1886)
- Epeolus vernalis Mitchell, 1962
- Epeolus vinogradovi Popov, 1952
- Epeolus weemsi Mitchell, 1962
- Epeolus zonatus Smith, 1854
- Epeolus mercatus Fabricius, 1804

Selon NCBI (11 mai 2019) :
- Epeolus ainsliei Crawford, 1932
- Epeolus alpinus Friese, 1893
- Epeolus americanus (Cresson, 1878)
- Epeolus andriyi Onuferko, 2018
- Epeolus asperatus Cockerell, 1909
- Epeolus attenboroughi Onuferko, 2018
- Epeolus australis Mitchell, 1962
- Epeolus autumnalis Robertson, 1902
- Epeolus axillaris Onuferko, 2018
- Epeolus barberiellus Cockerell, 1907
- Epeolus basili Onuferko, 2018
- Epeolus bifasciatus Cresson, 1864
- Epeolus brumleyi Onuferko, 2018
- Epeolus canadensis Mitchell, 1962
- Epeolus carolinus Mitchell, 1962
- Epeolus chamaesarachae Onuferko, 2018
- Epeolus compactus Cresson, 1878
- Epeolus cruciger (Panzer, 1799)
- Epeolus deyrupi Onuferko, 2018
- Epeolus diadematus Onuferko, 2018
- Epeolus erigeronis Mitchell, 1962
- Epeolus ferrarii Onuferko, 2018
- Epeolus flavofasciatus Smith, 1879
- Epeolus floridensis Mitchell, 1962
- Epeolus gibbsi Onuferko, 2018
- Epeolus glabratus Cresson, 1878
- Epeolus howardi Mitchell, 1962
- Epeolus ilicis Mitchell, 1962
- Epeolus inornatus Onuferko, 2018
- Epeolus interruptus Robertson, 1900
- Epeolus lectoides Robertson, 1901
- Epeolus lectus Cresson, 1878
- Epeolus mesillae (Cockerell, 1895)
- Epeolus minimus (Robertson, 1902)
- Epeolus nebulosus Onuferko, 2018
- Epeolus novomexicanus Cockerell, 1912
- Epeolus olympiellus Cockerell, 1904
- Epeolus packeri Onuferko, 2018
- Epeolus pusillus Cresson, 1864
- Epeolus rufulus Cockerell, 1941
- Epeolus schummeli Schilling, 1849
- Epeolus scutellaris Say, 1824
- Epeolus splendidus Onuferko, 2018
- Epeolus tessieris Onuferko, 2018
- Epeolus variegatus (Linnaeus, 1758)
- Epeolus zonatus Smith, 1854